# Coupe d'Europe des clubs de judo masculin 2009
Depuis 2009, l'Union européenne de judo propose un nouveau système de coupe d'Europe des clubs masculins.
L'Europe est divisée en 2 aires de 4 régions (pour un total de 8 régions), pour développer cet événement dans toutes les régions du continent. Le nombre de catégories de poids passe de 7 à 5, pour permettre l'augmentation du nombre d'équipes participantes. La principale raison de tous ces changements est de permettre à des petits pays et clubs de participer à cet événement.

## Règlement
Les catégories de poids sont : -66 kg, -73 kg, -81 kg, -90 kg et +90 kg.
Un match entre 2 équipes consiste en 2 tours de 5 combats avec une pause entre les 2 tours.

### Participation
Chaque fédération membre de l'Union européenne de judo qui possède un système officiel de qualification peut inscrire les équipes médaillées du dernier championnat.
Les médaillés de la dernière Coupe d'Europe de clubs masculin sont directement qualifiés pour le 3e tour. Si une équipe est aussi médaillée du dernier championnat national par équipes, sa fédération peut inscrire à sa place une autre équipe.

### Découpage
La Coupe d'Europe des clubs est en éliminatoires (1er et 2e tour) et une phase finale (3e tour et le tour final).
Les fédérations membres de l'Union européenne de judo sont divisées en 2 aires (l'aire Ouest et l'aire Est) et chaque aire est divisée en 4 régions :
- Aire Ouest
  - Région Ouest :  Irlande,  Royaume-Uni,  Belgique,  Pays-Bas et  Luxembourg
  - Région Sud-Ouest :  Portugal,  Espagne,  Andorre,  France,  Monaco,  Italie,  Saint-Marin
  - Région Centre-Ouest :  Allemagne,  Pologne,  République tchèque,  Slovaquie,  Suisse,  Liechtenstein,  Autriche
  - Région Nord :  Finlande,  Suède,  Norvège,  Danemark,  Îles Féroé,  Islande
- Aire Est
  - Région Est :  Russie,  Biélorussie,  Ukraine,  Estonie,  Lettonie,  Lituanie
  - Région Centre-Est :  Slovénie,  Croatie,  Hongrie,  Roumanie,  Moldavie,  Bulgarie
  - Région Sud-Est :  Azerbaïdjan,  Arménie,  Géorgie,  Turquie,  Israël,  Chypre
  - Région Sud :  Malte,  Grèce,  Albanie,  Macédoine,  Serbie,  Monténégro,  Bosnie-Herzégovine

## Equipes participantes
Seize équipes participent à cette édition.
- Région Ouest
  - Kenamju Judo (Haarlem,  Pays-Bas)
  - Arashi Judo (Rotterdam,  Pays-Bas)
- Région Sud-Ouest
  - Valencia Judo Club (Valence,  Espagne), Champion d'Espagne 2008-2009
  - Alliance Dijon Judo 21 (Dijon,  France), 5e au Championnat de France 2008-2009 et 7e à la Coupe d'Europe des clubs 2008
  - AC Boulogne-Billancourt Judo (Boulogne-Billancourt,  France), Médaillé de Bronze au Championnat de France 2008-2009
  - Franche-Comté Judo Besançon (Besançon,  France), Médaillé de Bronze au Championnat de France 2008-2009
  - Nice Judo (Nice,  France), 5e au Championnat de France 2008-2009, repêché à la suite du forfait de l'US Orléans FORFAIT (manque de financement)
  - Fiamme Azzurre (Turin,  Italie), Champion d'Italie 2008-2009
  - AA de Coimbra (Coimbra,  Portugal), Champion du Portugal 2008-2009
- Médaillé de la Coupe d'Europe des clubs 2008 des régions Ouest/Sud-Ouest : Levallois SC Judo (Levallois-Perret,  France), Champion de France 2008-2009 et 3e à la Coupe d'Europe des clubs 2008
- Région Centre-Ouest
  - J. C. Ettlingen (Ettlingen,  Allemagne)
- Région Nord
  - aucune équipe
- Médaillé de la Coupe d'Europe des clubs 2008 des régions Centre-Ouest/Nord : TSV Abensberg (Abensberg,  Allemagne), 3e à la Coupe d'Europe des clubs 2008
- Région Est
  - Sambo 70 Moscou (Moscou,  Russie), 5e à la Coupe d'Europe des clubs 2008
  - Yawara-Neva (Saint-Pétersbourg,  Russie), 5e à la Coupe d'Europe des clubs 2008
- Région Centre-Est
  - aucune équipe
- Médaillé de la Coupe d'Europe des clubs 2008 des régions Est/Centre-Est : non inscrit
- Région Sud-Est
  - Kocaeli (Kocaeli,  Turquie), 5e à la Coupe d'Europe des clubs 2008
  - Izmir (Izmir,  Turquie), 7e à la Coupe d'Europe des clubs 2008
- Région Sud
  - aucune équipe
- Médaillé de la Coupe d'Europe des clubs 2008 des régions Sud-Est/Sud : non inscrit

## Compétition

### 1ertour
Seule la région Sud-Ouest organise un 1er tour, car elle a plus de 2 participants. Le 1er tour de cette région eut lieu à Valence en Espagne le samedi 5 septembre 2009.
Les 7 participants (6 après le forfait de Nice Judo), sont répartis en 2 poules :
- Poule A
  - Valencia Judo Club ( Espagne)
  - Alliance Dijon Judo 21 ( France)
  - AC Boulogne-Billancourt Judo ( France)

| Équipe                                 | Aller | TOTAL | Retour | Équipe                                 |
| -------------------------------------- | ----- | ----- | ------ | -------------------------------------- |
| Valencia Judo Club ( Espagne)          | 3-2   | 7-3   | 4-1    | Alliance Dijon Judo 21 ( France)       |
| Valencia Judo Club ( Espagne)          | 4-1   | 8-2   | 4-1    | AC Boulogne-Billancourt Judo ( France) |
| AC Boulogne-Billancourt Judo ( France) | 4-1   | 9-1   | 5-0    | Alliance Dijon Judo 21 ( France)       |

|                                        | VJC    | ADJ    | ACBB   | Vict. éq. | Vict. ind. | Class. |
| Valencia Judo Club ( Espagne)          |        | 7 \| V | 8 \| V | 2         | 15         | 1er    |
| Alliance Dijon Judo 21 ( France)       | 3 \| D |        | 1 \| D | 0         | 4          | 3e     |
| AC Boulogne-Billancourt Judo ( France) | 2 \| D | 9 \| V |        | 1         | 11         | 2e     |

- Poule B
  - Franche-Comté Judo Besançon ( France)
  - Nice Judo ( France)
  - Fiamme Azzurre ( Italie)
  - AA de Coimbra ( Portugal)

| Équipe                                | Aller | TOTAL | Retour | Équipe                    |
| ------------------------------------- | ----- | ----- | ------ | ------------------------- |
| Franche-Comté Judo Besançon ( France) | 2-3   | 3-7   | 1-4    | Fiamme Azzurre ( Italie)  |
| Franche-Comté Judo Besançon ( France) | 5-0   | 8-2   | 3-2    | AA de Coimbra ( Portugal) |
| Fiamme Azzurre ( Italie)              | 5-0   | 10-0  | 5-0    | AA de Coimbra ( Portugal) |

|                                       | FCJB   | FAzz   | AACo    | Vict. Eq. | Vict. Ind. | Class. |
| Franche-Comté Judo Besançon ( France) |        | 3 \| D | 8 \| V  | 1         | 11         | 2e     |
| Fiamme Azzurre ( Italie)              | 7 \| V |        | 10 \| V | 2         | 17         | 1er    |
| AA de Coimbra ( Portugal)             | 2 \| D | 0 \| D |         | 0         | 2          | 3e     |

À l'issue du 1er tour, les premiers des 2 poules accèdent au 2e tour. Accède au 2e tour :
- Valencia Judo Club ( Espagne), vainqueur de la poule A
- Fiamme Azzurre ( Italie), vainqueur de la poule B

### 2etour
Seule la région Ouest/Sud-Ouest organise un 2e tour, car elle a plus de 2 participants. Ce second tour eut lieu à Valence en Espagne le samedi 12 septembre 2009.
Les équipes participantes sont :
- Kenamju ( Pays-Bas)
- Arashi ( Pays-Bas)
- Valencia Judo Club ( Espagne)
- Fiamme Azzurre ( Italie)

| Équipe                        | Aller | TOTAL | Retour | Équipe                        |
| ----------------------------- | ----- | ----- | ------ | ----------------------------- |
| Kenamju ( Pays-Bas)           | 5-0   | 9-1   | 4-1    | Arashi ( Pays-Bas)            |
| Kenamju ( Pays-Bas)           | 4-1   | 7-3   | 3-2    | Valencia Judo Club ( Espagne) |
| Kenamju ( Pays-Bas)           | 5-0   | 8-2   | 3-2    | Fiamme Azzurre ( Italie)      |
| Arashi ( Pays-Bas)            | 1-4   | 2-8   | 1-4    | Valencia Judo Club ( Espagne) |
| Arashi ( Pays-Bas)            | 1-4   | 3-7   | 2-3    | Fiamme Azzurre ( Italie)      |
| Valencia Judo Club ( Espagne) | 2-3   | 4-6   | 2-3    | Fiamme Azzurre ( Italie)      |

|                               | Ken    | Ara    | VaJC   | FAzz   | Vict. | Vict. éq. | Class. |
| Kenamju ( Pays-Bas)           |        | 9 \| V | 7 \| V | 8 \| V | 3     | 24        | 1er    |
| Arashi ( Pays-Bas)            | 1 \| D |        | 2 \| D | 3 \| D | 0     | 6         | 4e     |
| Valencia Judo Club ( Espagne) | 3 \| D | 8 \| V |        | 4 \| D | 1     | 15        | 3e     |
| Fiamme Azzurre ( Italie)      | 2 \| D | 7 \| V | 6 \| V |        | 2     | 15        | 2e     |

À l'issue du 2e tour, le vainqueur et le second accèdent au 3e tour. Accèdent au 3e tour :
- Kenamju ( Pays-Bas), vainqueur de la poule
- Fiamme Azzurre ( Italie), second de la poule

### 3etour
Sont qualifiés pour le 3e tour les 2 premiers de chaque poule du 2e tour et le médaillé de la Coupe d'Europe des clubs 2008 correspondant à la région.

#### Poule A - Région Ouest/Sud-Ouest
Cette compétition eut lieu le samedi 17 octobre 2009 à Levallois en France. Elle opposa :
- Levallois SC Judo ( France), médaillé de la Coupe d'Europe des clubs 2008
- Kenamju ( Pays-Bas), vainqueur la poule du 2e tour de la région Ouest/Sud-Ouest
- Fiamme Azzurre ( Italie), second la poule du 2e tour de la région Ouest/Sud-Ouest

| Équipe                      | Aller | TOTAL | Retour | Équipe                   |
| --------------------------- | ----- | ----- | ------ | ------------------------ |
| Levallois SC Judo ( France) | 3-2   | 6-4   | 3-2    | Kenamju ( Pays-Bas)      |
| Levallois SC Judo ( France) | 5-0   | 9-1   | 4-1    | Fiamme Azzurre ( Italie) |
| Kenamju ( Pays-Bas)         |       |       |        | Fiamme Azzurre ( Italie) |

|                             | LSCJ   | Ken    | FAzz   | Vict. | Vict. éq. | Class. |
| Levallois SC Judo ( France) |        | 6 \| V | 9 \| V | 2     | 15        | 1er    |
| Kenamju ( Pays-Bas)         | 4 \| D |        |        |       |           |        |
| Fiamme Azzurre ( Italie)    | 9 \| 1 |        |        |       |           |        |

#### Poule B - Région Centre-Ouest/Nord
Cette compétition eut lieu le samedi 17 octobre 2009 à Abensberg en Allemagne. Elle opposa :
- TSV Abensberg ( Allemagne), médaillé de la Coupe d'Europe des clubs 2008
- J. C. Ettlingen ( Allemagne)

| Équipe                     | Aller | TOTAL | Retour | Équipe                       |
| -------------------------- | ----- | ----- | ------ | ---------------------------- |
| TSV Abensberg ( Allemagne) | 5-0   | 8-2   | 3-2    | J. C. Ettlingen ( Allemagne) |

|                              | TSVA   | JCEt   | Vict. | Vict. éq. | Class. |
| TSV Abensberg ( Allemagne)   |        | 8 \| V | 1     | 8         | 1er    |
| J. C. Ettlingen ( Allemagne) | 2 \| D |        | 0     | 2         | 2e     |

#### Poule C - Région Est/Centre-Est
Cette compétition eut lieu le samedi 17 octobre 2009 à Moscou en Russie. Elle opposa :
- Sambo 70 ( Russie)
- Yawara-Neva ( Russie)

| Équipe             | Aller | TOTAL | Retour | Équipe                |
| ------------------ | ----- | ----- | ------ | --------------------- |
| Sambo 70 ( Russie) | 3-2   | 4-6   | 1-4    | Yawara-Neva ( Russie) |

|                       | Sam    | Y-N    | Vict. | Vict. éq. | Class. |
| Sambo 70 ( Russie)    |        | 4 \| D | 0     | 4         | 2e     |
| Yawara-Neva ( Russie) | 6 \| V |        | 1     | 6         | 1er    |

#### Poule D - Région Sud-Est/Sud
Cette compétition eut lieu le samedi 17 octobre 2009 à Kocaeli en Turquie. Elle opposa :
- Kocaeli ( Turquie)
- Izmir ( Turquie)

| Équipe             | Aller | TOTAL | Retour | Équipe           |
| ------------------ | ----- | ----- | ------ | ---------------- |
| Kocaeli ( Turquie) | 4-1   | 6-4   | 2-3    | Izmir ( Turquie) |

|                    | Koc    | Izm    | Vict. | Vict. éq. | Class. |
| Kocaeli ( Turquie) |        | 6 \| V | 1     | 6         | 1er    |
| Izmir ( Turquie)   | 4 \| D |        | 0     | 4         | 2e     |

### 4etour - Phase Finale
Sont qualifiés pour la phase finale les premiers de chaque poule du 3e tour. Il aura lieu le samedi 5 décembre 2009 à Abensberg ( Allemagne).
|  | Demi-finales      | Demi-finales |                   |   | Finale | Finale |
|  | Demi-finales      | Demi-finales |                   |   | Finale | Finale |
|  |                   |              |                   |   |        |        |
|  |                   |              |                   |   |        |        |
|  |                   |              |                   |   |        |        |
|  | Levallois SC Judo | 6            |                   |   |        |        |
|  | Levallois SC Judo | 6            |                   |   |        |        |
|  | TSV Abensberg     | 4            |                   |   |        |        |
|  | TSV Abensberg     | 4            | Levallois SC Judo | 2 |        |        |
|  |                   |              | Levallois SC Judo | 2 |        |        |
|  |                   | Yawara-Neva  | 8                 |   |        |        |
|  | Yawara-Neva       | Yawara-Neva  | 8                 | 7 |        |        |
|  | Yawara-Neva       |              |                   | 7 |        |        |
|  | Kocaeli           | 3            |                   |   |        |        |
|  | Kocaeli           | 3            |                   |   |        |        |

Composition des équipes lors de la phase finale
- Yawara-Neva St Petersbourg : Alim Gadanov, Musa Mogushkov, Mansur Isaev, Ivan Nifontov, Sirazhudin Magomedov, Kirill Denisov, Tagir Khaybulaev, Maxim Bryanov
- Levallois SC Judo : Clément Czukiewycz, Benjamin Darbelet, Vincent Massimino, Hervé Fichot, Teddy Riner
- Kocaeli : Halil Ibrahim Uzun, Hasan Vanliglu, Ahmet Sari, Yunus Emre Bayindir, Ali Bilgic
- TSV Abensberg : Miklos Ungvari, Kiyoshi Uematsu, Joao Pina, Ole Bischof, David Alarza, Martin Padar, Dimitri Peters

Les russes de Saint-Pétersbourg gagnent l'édition 2009 de la Coupe d'Europe des clubs de judo pour la sixième fois de leur histoire.
Le club vainqueur remporte la somme 10 000 €, les seconds, 5 000 € et les deux clubs troisièmes, 2 500 €.